# Diocesi di Umtata
La diocesi di Umtata (in latino Dioecesis Umtatana) è una sede della Chiesa cattolica in Sudafrica suffraganea dell'arcidiocesi di Durban. Nel 2022 contava 38.600 battezzati su 2.121.000 abitanti. È retta dal vescovo Sithembele Anton Sipuka.

## Territorio
La diocesi comprende parte della provincia del Capo Orientale in Sudafrica.
Sede vescovile è la città di Umtata (Mthatha), dove si trova la cattedrale di Ognissanti (All Saints Cathedral).
Il territorio è suddiviso in 23 parrocchie.

## Storia
La prefettura apostolica di Umtata fu eretta il 30 marzo 1930 con il breve Quo maiori di papa Pio XI, ricavandone il territorio dal vicariato apostolico di Mariannhill (oggi diocesi).
Il 13 aprile 1937 la prefettura apostolica fu elevata a vicariato apostolico con la bolla Lubentissime solet dello stesso papa Pio XI.
L'11 gennaio 1951 il vicariato apostolico è stato ancora elevato a diocesi con la bolla Suprema Nobis di papa Pio XII.
Il 7 febbraio 1952 ha ceduto una parte del suo territorio alla diocesi di Queenstown.
Il 16 novembre 1954, con la lettera apostolica Recens constitutas, lo stesso papa Pio XII ha proclamato la Beata Maria Vergine Assunta in Cielo patrona principale della diocesi.

## Cronotassi dei vescovi
Si omettono i periodi di sede vacante non superiori ai 2 anni o non storicamente accertati.
- Emmanuel Hanisch, C.M.M. † (28 ottobre 1930 - 28 febbraio 1940 deceduto)
- Joseph Grueter, C.M.M. † (3 aprile 1941 - 26 settembre 1968 dimesso[3])
- Ernst Heinrich Karlen, C.M.M. † (26 settembre 1968 - 9 maggio 1974 nominato vescovo di Bulawayo)
- Peter Fanyana John Butelezi, O.M.I. † (10 luglio 1975 - 27 aprile 1978 nominato arcivescovo di Bloemfontein)
- Andrew Zolile T. Brook † (12 febbraio 1979 - 7 gennaio 1995 dimesso)
  - Sede vacante (1995-1997)[4]
- Oswald Georg Hirmer † (21 aprile 1997 - 8 febbraio 2008 ritirato)
- Sithembele Anton Sipuka, dall'8 febbraio 2008

## Statistiche
La diocesi nel 2022 su una popolazione di 2.121.000 persone contava 38.600 battezzati, corrispondenti all'1,8% del totale.
| anno | popolazione | popolazione | popolazione | presbiteri | presbiteri | presbiteri | presbiteri                | diaconi | religiosi | religiosi | parrocchie |
| anno | battezzati  | totale      | %           | numero     | secolari   | regolari   | battezzati per presbitero | diaconi | uomini    | donne     | parrocchie |
| ---- | ----------- | ----------- | ----------- | ---------- | ---------- | ---------- | ------------------------- | ------- | --------- | --------- | ---------- |
| 1950 | 14.298      | 832.018     | 1,7         | 24         | 2          | 22         | 595                       |         | 7         | 155       | 16         |
| 1970 | 36.862      | 750.000     | 4,9         | 32         | 6          | 26         | 1.151                     |         | 35        | 186       |            |
| 1980 | 46.149      | 1.033.000   | 4,5         | 27         | 8          | 19         | 1.709                     |         | 31        | 180       | 22         |
| 1990 | 56.286      | 918.000     | 6,1         | 26         | 8          | 18         | 2.164                     |         | 32        | 164       | 21         |
| 1999 | 76.674      | 4.600.000   | 1,7         | 28         | 11         | 17         | 2.738                     |         | 36        | 148       | 22         |
| 2000 | 98.891      | 1.680.000   | 5,9         | 27         | 11         | 16         | 3.662                     |         | 23        | 141       | 22         |
| 2001 | 62.281      | 1.683.400   | 3,7         | 27         | 11         | 16         | 2.306                     |         | 29        | 148       | 22         |
| 2002 | 63.409      | 1.700.500   | 3,7         | 28         | 11         | 17         | 2.264                     |         | 27        | 124       | 23         |
| 2003 | 62.294      | 1.717.676   | 3,6         | 27         | 12         | 15         | 2.307                     |         | 28        | 125       | 23         |
| 2004 | 68.198      | 1.717.676   | 4,0         | 27         | 12         | 15         | 2.525                     |         | 28        | 164       | 23         |
| 2010 | 73.000      | 1.805.000   | 4,0         | 20         | 10         | 10         | 3.650                     |         | 13        | 101       | ?          |
| 2014 | 75.600      | 1.867.000   | 4,0         | 27         | 16         | 11         | 2.800                     |         | 19        | 90        | 22         |
| 2017 | 25.672      | 1.971.640   | 1,3         | 24         | 16         | 8          | 1.069                     |         | 9         | 71        | 23         |
| 2020 | 38.560      | 2.061.300   | 1,9         | 16         | 16         |            | 2.410                     |         | 3         | 69        | 23         |
| 2022 | 38.600      | 2.121.000   | 1,8         | 9          | 8          | 1          | 4.288                     |         | 4         | 63        | 23         |